# مارفن هاميلتون
مارفن هاميلتون (بالإنجليزية: Marvin Hamilton)‏ (8 أكتوبر 1988 في المملكة المتحدة - ) هو لاعب كرة قدم بريطاني في مركز الدفاع. لعب مع إيستبورن بوروه ونادي غيلينغهام ونادي دارتفورد ونادي دوفر أتليتيك وAPEP FC ‏ وAlbany Creek Excelsior FC ‏ وهيميل هيمبستيد تاون وفولكستون إنفيكتا وVCD Athletic F.C. ‏ ونادي وايتهوك.

## وصلات خارجية
- مارفن هاميلتون على موقع إي إس بي إن إف سي (الإنجليزية)
- مارفن هاميلتون على موقع قاعدة بيانات كرة القدم.إي يو (الإنجليزية)
- مارفن هاميلتون على موقع ناشيونال فوتبول تيمز (الإنجليزية)
- مارفن هاميلتون على موقع Soccerbase.com (لاعب) (الإنجليزية)
- مارفن هاميلتون على موقع Soccerway.com (الإنجليزية)
- مارفن هاميلتون على موقع عالم كرة القدم.نت (الإنجليزية)